# Erycinidia maudei
Erycinidia maudei är en fjärilsart som beskrevs av James John Joicey och Talbot 1916. Erycinidia maudei ingår i släktet Erycinidia och familjen praktfjärilar. Inga underarter finns listade i Catalogue of Life.